# Manboy
Manboy är en låt som framförs av sångaren Eric Saade. Den är skriven av Fredrik Kempe och Peter Boström.  Saade tävlade med låten i Melodifestivalen 2010, i deltävlingen i Sandviken, och tog sig direkt till finalen i Globen där han slutade på tredje plats. I Dansbandskampen 2010 tolkades låten av Patrik's Combo.
Under uppträdandet duschades Eric Saade.
I samband med en pausakt under Melodifestivalen 2013 framfördes låten av Ann-Louise Hanson, Towa Carson och Siw Malmkvist på svenska som Maj-Gull. Den gavs samma år även ut på EP.
I Så mycket bättre 2017 spelades låten in av Sabina Ddumba.

## Listplaceringar
| Lista (2010)         | Topplacering |
| -------------------- | ------------ |
| Svenska singellistan | 1            |